# تورو فورویا
تورو فورویا (انگلیسی: Tōru Furuya؛ زادهٔ ۳۱ ژوئیهٔ ۱۹۵۳) صداپیشه و بازیگر اهل ژاپن است.  وی از سال ۱۹۵۸ میلادی تاکنون مشغول فعالیت بوده‌است.
از جمله آثار او می‌توان به صداپیشگی در موبایل سوت گاندام، خانواده دکتر ارنست، حنا دختری در مزرعه، دراگون بال، دراگون بال زد، کارآگاه کونان، معلم بزرگ انیزوکا، اینویاشا، اورکا سون، پاپریکا و وان پیس اشاره کرد.